# Opalenicka Kolej Wąskotorowa
Opalenicka Kolej Wąskotorowa zwana też Opalenicką Koleją Dojazdową służyła pierwotnie jako kolejka buraczana do transportu buraków cukrowych do Cukrowni „Opalenica”.

## Historia
Pierwszy odcinek o dł. 10,7 km uruchomiono 23.10.1886 r. z Opalenicy do Głuponii. 14 stycznia 1896 r. przekształcono ją w odrębne przedsiębiorstwo o nazwie Opalenitzaer Kleinbahn-Gesellschaft GmbH (z niem. Towarzystwo Wąskotorowej Kolejki Opalenickiej Sp. z o.o.). Udziałowcami zostali: Cukrownia „Opalenica”, okoliczni ziemianie i przedsiębiorcy, a także ówczesny powiat grodziski. Do I wojny światowej do sieci przyłączono Brody, Lwówek, Wąsowo, Nowy Tomyśl, Rudniki, Sędziny i Duszniki. W 1911 r. spółka dysponowała 10 parowozami i 281 wagonami (w tym 9 pasażerskimi) oraz zatrudniała 102 pracowników. W rekordowym roku 1913 przewieziono 164 542 osoby i 175 394 ton towarów.
Popularność kolejki spowodowana była słabą siecią dróg w tym rejonie. W okresie szczytowego jej rozwoju sieć torów osiągnęła całkowitą długość 88,4 km. Wraz z rozwojem sieci dróg znaczenie kolejki spadało.
W 1948 r. nastąpiło włączenie Opalenickiej Kolei Wąskotorowej do PKP. Zatrudnienie wynosiło wtedy 135 pracowników stałych i 20 sezonowych. Kolej otrzymała nazwę Opalenickiej Kolei Dojazdowej. Po 99 latach użytkowania parowozów w 1985 r. sprowadzono lokomotywy spalinowe. W 1990 r. przewozy osobowe spadły o 28%, a towarowe o 48%. Rozwój transportu samochodowego i PKS spowodowały marginalizację tej kolei i stopniową likwidację jej kolejnych odcinków. W czerwcu 1994 roku podczas przebudowy stacji w Opalenicy odcięto możliwość załadunku wagonów normalnotorowych na transportery, co przyspieszyło likwidację kolei. 1 września 1995 roku zakończono planowy ruch pociągów na kolei, zastępując go komunikacją autobusową. W miejscu rozebranych torów budowane są ścieżki rowerowe, jak np. na odcinku Nowy Tomyśl – Stary Tomyśl.

## Linie
- Linia kolejowa Opalenica Wąskotorowa – Lwówek Wąskotorowy
- Linia kolejowa Nowy Tomyśl Wąskotorowy – Duszniki Wielkopolskie
- Linia kolejowa Rudniki-dwór – Sędziny
- Linia kolejowa Śliwno – Turowo Wielkopolskie
- Linia kolejowa Lwówek Wąskotorowy – Komorowo Wielkopolskie